# Roger Benjamin
Pour les articles homonymes, voir Benjamin.
Roger Harold Benjamin, né le 18 juin 1957, est professeur d'histoire de l'art à l'université de Sydney.

## Biographie
Roger Benjamin est né et élevé à Canberra, où il fréquente la Canberra Grammar School. Déménageant à Melbourne, il suit une formation en beaux-arts et en philosophie à l'Université de Melbourne (1975-1979) avant de se rendre aux États-Unis pour sa maîtrise universitaire ès lettres (1981) et son PhD (1985) au Bryn Mawr College, où il entreprend des recherches à Paris. Son premier livre et ses articles dans des revues françaises, britanniques et américaines portent sur Matisse et l'art des Fauves (Matisse’s "Notes of a Painter": Criticism, Theory and Context, 1891-1908, Ann Arbor 1986). 
Benjamin retourne en Australie avec sa nomination comme professeur de beaux-arts à l'Université de Melbourne, où il enseigne pendant 14 ans (1984–98). En 1995, il co-organise la rétrospective itinérante Matisse pour la Queensland Art Gallery, et en 1997, il organise Orientalism : Delacroix to Klee à l'Art Gallery of New South Wales. Son intérêt de longue date pour l'art Orientalist Aesthetics : Art, Colonialism and French North Africa, 1880-1930 (Berkeley, 2003), qui reçoit le prestigieux Robert Motherwell Book Award en 2004. L'exposition de Benjamin Renoir and Algeria est organisée par le Sterling & Francine Clark Art Institute avant de se rendre à Dallas et à Paris, où elle renaît sous le nom de De Delacroix à Renoir : L'Algérie des peintres (2003). 
Benjamin déménage de Melbourne à Canberra en tant que chercheur au Center for Cross-Cultural Research de l'ANU (1998-2001). Son travail sur l'art australien contemporain comprend l'exposition Juan Davila (Sydney & Melbourne, 2006) et de nombreux écrits sur Tim Johnson. Il enseigne l'art aborigène à partir de 1992 et organise en 2009 Icons of the Desert: Early Aboriginal Painting from Papunya (Ithaca, New York).   

## Sélection de publications
- Matisse's 'Notes of a Painter': Criticism, Theory and Context, 1891-1908, UMI Research Press, Ann Arbor, 1987.
- Orientalism : Delacroix to Klee, Galerie d'art de la Nouvelle-Galles du Sud, Sydney, 1997. (Éditeur)  (ISBN 0731313445)
- Orientalist Aesthetics : Art, Colonialism, and French North Africa, 1880-1930, University of California Press, Berkeley, 2003.
- Renoir and Algeria, Yale University Press, New Haven, 2003. (Éditeur)
- Juan Davila, The Miegunyah Press, Carlton, 2006. (Éditeur)
- Kandinsky and Klee in Tunisia, University of California Press, Oakland, 2015.
- Biskra, sortilèges d'une Oasis, Institut du Monde Arabe, Paris, 2016.